# Territoire non organisé de Timiskaming Ouest
Le territoire non organisé de Timiskaming Ouest est une région non organisée de la province canadienne de l' Ontario, comprenant presque toutes les parties du district du Timiskaming qui ne sont pas organisées en municipalités constituées.
La division couvre 10 239,58 kilomètres carrés et comptait 3 257 habitants selon le Recensement du Canada de 2016 .

## Communautés
Les communautés de la division comprennent Boston Creek, Dane, Gowganda, Kenabeek, Kenogami Lake, King Kirkland, Lorrain Valley, Marshall's Corners, Mowat Landing, Paradis Bay, Savard, Sesekinika, Tarzwell et Tomstown .

## Démographie
Tendance de la population :
- Population en 2016 : 3257
- Population en 2011 : 2925
- Population en 2006 : 3 310
- Population en 2001 : 3 275 (ou 3 270 après ajustement pour les limites de 2006)
- Population en 1996 : 3541 (ou 3506 après ajustement pour les limites de 2001)
- Population en 1991 : 3499

Langue maternelle (comprend plusieurs réponses) :
- Anglais comme première langue : 79,6 %
- Français langue maternelle : 14,7%
- Autre comme langue maternelle : 5,1 %